# 1507
Rok 1507 (MDVII) byl nepřestupný rok, který podle juliánského kalendáře započal v pátek. 
Podle islámského kalendáře dne 23. května nastal rok 913. Podle židovského kalendáře došlo k přelomu let 5267 a 5268. 

## Události
- Portugalsko ovládlo Mosambik
- morová epidemie v Česku – podle Starého letopisce nákaza silnější než předchozí a umírají hlavně děti a mládež[1]
- král donucen stavy k vypovězení Židů z celých Čech, Moravy a Slezska – své nařízení z hospodářských důvodů vzápětí odvolal.

## Narození

#### České země
- 29. března – Jindřich II. Minsterberský, šlechtic z minsterberské větve pánů z Poděbrad († 2. srpna 1548)
- 25. října – Jindřich III. starší ze Švamberka, český šlechtic a nejvyšší dvorský sudí Českého království († 18. ledna 1574)

#### Svět
- 1. ledna – Anna Braniborská, braniborská princezna a meklenburská vévodkyně († 19. června 1567)
- 14. ledna – Kateřina Habsburská, kastilská infantka, portugalská královna, jako manželka Jana III., a regentka († 1578)
- 7. března – Magdalena Saská, braniborská markraběnka († 25. ledna 1534)
- 25. června – Jakobea z Badenu, bavorská vévodkyně († 16. listopadu 1580)
- 16. září – Ťia-ťing, čínsky císař († 1567)
- 27. září – Guillaume Rondelet, francouzský přírodovědec († 30. června 1566)
- 1. října
  - Johannes Sturm, německý učenec a pedagog († 3. března 1589)
  - Jacopo Barozzi da Vignola, italský architekt († 1573)
- 19. října – Viglius van Zuichem, nizozemský státník a právník fríského původu († 1577)
- 29. října – Fernando Álvarez de Toledo, 3. vévoda z Alby, španělský generál a nizozemský guvernér († 1582)
- neznámé datum
  - Altan-chán, mongolský chán († 1582)
  - Jacob Arcadelt, franko-vlámský renesanční hudební skladatel († 4. října 1568)
  - Giovanni Battista Pastene, janovský mořeplavec v službách španělské koruny († 1580)
  - Jacopo Strada, italský učenec, zlatník, sběratel starožitností a historik, zakladatel numismatiky a správce uměleckých sbírek Maxmiliána II. a Rudolfa II. († 6. září 1580)
  - Mikjö Dordže, tibetský karmapa († 1554)
  - Juan Baptista Pastene, janovský mořeplavec († 1580)
  - Kornelius Rakouský, levoboček císaře Maxmiliána I. Habsburského († ?)
  - Tchang Šun-č’, čínský politik a prozaik († 1560)

## Úmrtí
Česko
- 17. ledna – Jindřich IV. z Hradce, nejvyšší komorník Království českého a nejvyšší purkrabí pražský (* 13. dubna 1442)
- neznámé datum
  - Beneš Černohorský z Boskovic mladší, moravský šlechtic (* ?)
  - Jan II. Pňovický ze Sovince, moravský šlechtic (* první zmínka 1466)

Svět
- 23. února – Gentile Bellini, italský malíř (* 1429)
- 12. března – Cesare Borgia, italský šlechtic, válečník a politik (* 1475)
- 2. dubna – František z Pauly, italský poustevník, zakladatel řádu paulánů a světec (* 1416)
- 29. července – Martin Behaim, německý navigátor a kartograf (* 6. října 1459)
- neznámé datum
  - Rueland Frueauf starší, pozdně gotický rakouský malíř (* kolem 1440)
  - Fridrich Těšínský, polský církevní hodnostář a rektor vídeňské univerzity (* 1480/83)
  - Cosimo Rosselli, italský malíř (* 1439)
  - Císařovna Wang, čínská císařovna (* 1427)

## Hlavy států
- České království – Vladislav Jagellonský
- Svatá říše římská – Maxmilián I.
- Papež – Julius II.
- Anglické království – Jindřich VII. Tudor
- Francouzské království – Ludvík XII.
- Polské království – Zikmund I. Starý
- Uherské království – Vladislav Jagellonský
- Perská říše – Ismail I.